# Marie Hamsun

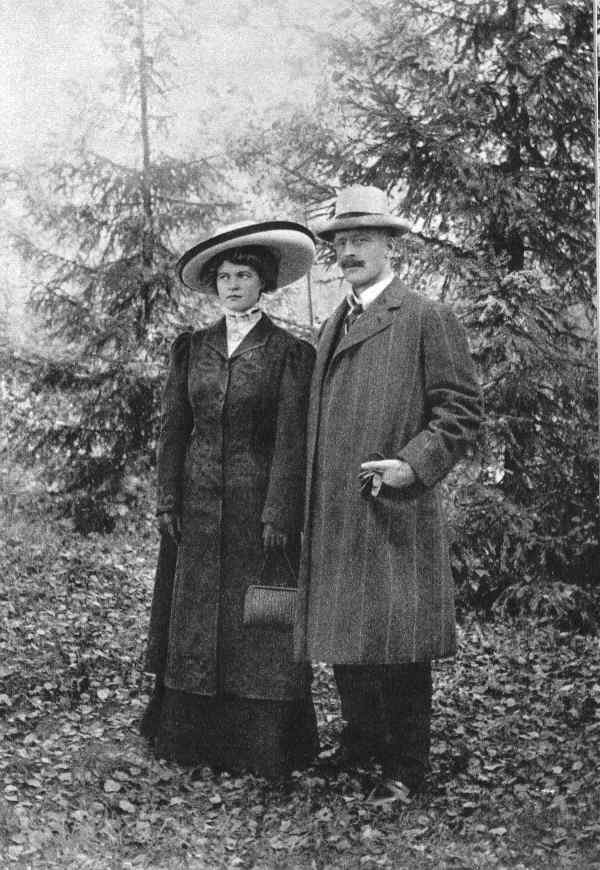
Knut und Marie Hamsun, 1909

Marie Hamsun, geborene Anne Marie Andersen (* 19. November 1881 in Elverum; † 5. August 1969 in Nørholm, Grimstad), war eine norwegische Schauspielerin, Kinderbuchautorin. Sie war die zweite Ehefrau des Schriftstellers Knut Hamsun.

## Leben
Klassikerstatus erreichten Marie Hamsuns Bücher über die Langerudkinder, zu denen Erlebnisse mit ihren eigenen vier Kindern sie inspirierten. Ermutigt von ihrem Mann, der ihr Schreibtalent in ihren Briefen erkannte, verfasste sie fünf Bände über die Familie auf Langerud, die noch heute erhältlich sind.
Wie ihr Mann sympathisierte auch Marie Hamsun mit den deutschen Nationalsozialisten. Ihre Kinderbücher enthalten jedoch keinerlei Hinweise auf ihre politische Einstellung.
Knut und Marie Hamsun hatten vier Kinder, darunter den Maler Tore Hamsun (1912–1995), den Schriftsteller Arild Hamsun (1914–1988) und die Schauspielerin Ellinor Hamsun (1916–1987).

## Werke (Auswahl)
- Bygdebørn: hjemme og paa Sæteren. 1924. Übertragung ins Deutsche: Die Langerudkinder im Sommer
- Barnebilleder. 1925
- Bygdebarn: om vinteren. 1926. Übertragung ins Deutsche: Die Langerudkinder im Winter
- Bygdebarn: Ola i byen. 1928. Übertragung ins Deutsche: Ola Langerud in der Stadt
- Bygdebarn: Ola og hans søsken. 1932. Übertragung ins Deutsche: Die Langerudkinder wachsen heran
- Tripp og Trapp og Trulle. 1932
- Regnbuen. 1953. Übertragung ins Deutsche: Der Regenbogen. Aus dem Norwegischen von Sophie Angermann. München 1954.
- Tina Toppen. 1955
- Reisen til Sørlandet. 1956
- Bygdebarn: folk og fe på Langerud. 1957. Übertragung ins Deutsche: Die Enkel auf Langerud
- Under gullregnen. 1959